# Olga Knyazeva
Pour les articles homonymes, voir Kniazev.
Olga Knyazeva est une escrimeuse soviétique spécialiste du fleuret née le 9 août 1954 à Kazan et morte le 3 janvier 2015 dans la même ville.

## Biographie
Lors des Jeux olympiques d'été de 1976, elle remporte la médaille d'or en participant à l'épreuve du fleuret féminin par équipes.